# Hylaea pallescens
Hylaea pallescens är en fjärilsart som beskrevs av Feichtenberger 1964. Hylaea pallescens ingår i släktet Hylaea och familjen mätare. Inga underarter finns listade i Catalogue of Life.